# بهارتی اینترپرایز
بهارتی اینترپرایز (انگلیسی: Bharti Enterprises) شرکت خوشه‌ای هندی است، که در زمینه مخابرات، خرده‌فروشی، بیمه، تلویزیون دیجیتال، املاک و مستغلات و انرژی خورشیدی فعالیت می‌کند.
شرکت بهارتی در سال ۱۹۷۶ توسط سانیل میتال تأسیس شد و در حال حاضر دارای عملیات در ۲۰ کشور در آسیا و آفریقا می‌باشد. دفتر مرکزی این شرکت در شهر دهلی نو، هند قرار دارد.